# فيليب إي. توماس
فيليب إي. توماس (بالإنجليزية: Philip E. Thomas)‏ هو شخصية أعمال أمريكي، ولد في 11 نوفمبر 1776 في كوليسفيل في الولايات المتحدة، وتوفي في 1 سبتمبر 1861 في يونكيرس في الولايات المتحدة.